# Nindokai

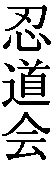
Nin Do Kai (Kanji)

Nindokai est un système d'auto-défense, qui se fonde sur les arts martiaux du Japon et d'autres pays. NINDOKAI a été fondé en 1990 par le Dr. Gerhard Schönberger en Allemagne. Ce système jouit d'une grande acceptation, spécialement dans le cadre policier, ainsi que dans les entreprises de sécurité privée, grâce au fait que Nindokai est adapté continuellement aux nécessités du XXIe siècle.
L'objectif de Nindokai consiste à éviter une attaque ou à terminer une lutte de manière simple, rapide et efficace, en contractant le moindre risque personnel possible : c'est-à-dire de survivre. 
Le mot NINDOKAI est constitué de trois mots japonais (kanji[漢字]): Nin = cœur persistant, Do = chemin, voie et Kai = école. NINDOKAI pourrait être traduit de la manière suivante : l'école, où l'on enseigne le chemin persistant. 

## Nindokai - un système d'auto-défense
NINDOKAI n'est pas un sport martial, ni un art martial dans le sens traditionnel, mais une méthode d'auto-défense moderne. Les sports martiaux, comme Judo, se basent surtout sur la compétition, c'est-à-dire, sont fortement limités par des règles, diminuant ainsi le risque de dommages et blessures.
D'autre part la majorité des arts martiaux est consacrée à conserver des techniques traditionnelles, provenant des époques des samouraïs, qui, évidemment, ne peuvent pas s'adapter tout à fait à nos jours; cette critique fondamentale se trouve aussi dans le concept du Jeet kune do, fondé par Bruce Lee. 
Cependant, les racines de NINDOKAI se trouvent dans les arts martiaux japonais, et de celles-ci proviennent beaucoup de techniques de base (par exemple: position du corps, rouler, tomber, esquiver), comme aussi comportements pendant l'entraînement (respect, courtoisie, étiquette). D'autres influences émanent du combat militaire corps à corps (CQB), (Ju Jutsu[柔術]), ainsi que des méthodes des gardes du corps. Nindokai n'entraîne pas seulement les techniques sans armes (Tai Jutsu), mais aussi la lutte avec et contre des armes - vu que, en beaucoup d'occasions, dans une lutte réelle des armes sont utilisées. 
En commençant par un entraînement de base, l'élève atteindra tout au long de l'entraînement la capacité d'appliquer instinctivement les méthodes et les principes apprises. Et encore chaque élève apprendra un système d'auto-défense optimale adapté à sa constitution personnelle.